# Cái chết của Kenneka Jenkins
Kenneka Jenkins, 19 tuổi, được tìm thấy đã chết bên trong tủ đông có chốt của khách sạn Crowne Plaza Chicago O'Hare ở Rosemont, Illinois, sau khi tham dự một bữa tiệc vào ngày 8 tháng 9 năm 2017.
Báo cáo của giám định viên y tế cho thấy cái chết của Jenkins là do tai nạn. Rượu và topiramate được tìm thấy trong cơ thể của cô được cho là đã đẩy nhanh hiệu ứng hạ thân nhiệt do Jenkins giữ lại bên trong tủ đông. Trong khi sở cảnh sát Rosemont không nghi ngờ hành vi giết người, họ tuyên bố rằng cuộc điều tra của họ chưa hoàn tất. Gia đình và bạn bè của Jenkins đã chỉ trích phản ứng ban đầu của cảnh sát, và một đơn kiện sau đó đã được đệ trình chống lại khách sạn và những người khác.

## Diễn biến
Kenneka Jenkins cùng bạn bè trong một bữa tiệc diễn ra tại Phòng 926 của khách sạn Crowne Plaza Chicago O'Hare ở Rosemont, ngoại ô Chicago. Bữa tiệc bắt đầu lúc 11:30 đêm Thứ Sáu, ngày 8 tháng 9 năm 2017. Một số nhân chứng cho biết đã nhìn thấy cô uống rượu cognac, nhưng không thấy cô sử dụng cần sa hay các loại ma túy khác. Một nhân chứng khác kể lại rằng Jenkins "không hành động như bình thường". Cô được nhìn thấy thoáng qua cùng những người khác đi qua một trong các sảnh trong khách sạn. Đoạn phim sau đó xuất hiện cảnh Jenkins loạng choạng gần quầy lễ tân lúc 3:20 sáng.
Khoảng một giờ sau, bạn bè của Jenkins liên lạc với mẹ cô, Teresa Martin, bà đã đến khách sạn vào khoảng 5h30 sáng để hỗ trợ tìm kiếm. Bà tiếp tục gõ cửa nhiều vị khách từ tầng cao nhất đến tầng dưới, cho đến khi một nhân viên khách sạn gọi 911 để phàn nàn. Ban quản lý khách sạn tuyên bố rằng họ không thể cung cấp quyền truy cập vào đoạn phim từ đêm hôm trước cho đến khi ai đó báo Jenkins mất tích cho cảnh sát, người đã chính thức thông báo cô mất tích cho ban quản lý khách sạn lúc 1:15 chiều thứ Bảy. Các thành viên gia đình sau đó cho rằng phản ứng ban đầu của cảnh sát là thiếu khẩn trương. Lần kiểm tra đầu tiên của cảnh quay camera tập trung vào lối vào và lối ra không có kết quả, nhưng vào lúc 10 giờ tối, cảnh sát phát hiện cảnh Jenkins tình cờ đi qua khách sạn. Nơi ở của cô vẫn chưa được biết cho đến khi cô được tìm thấy trong tủ đông của khách sạn và được tuyên bố là đã chết vào lúc 12:48 sáng Chủ nhật. Cô được tìm thấy nằm úp mặt sang một bên, cởi một chiếc giày và không có dấu hiệu chấn thương nào ngoài một vết cắt nhỏ trên bàn chân. Nhiệt độ bên trong tủ đông khi thi thể được tìm thấy là 34 ° F (1 ° C) khoảng hai giờ sau khi cửa mở.

## Điều tra
Tủ đông đang bật và hoạt động, được mô tả như một tủ đông không cửa ngăn và là một phần của nhà bếp không sử dụng. Đèn dường như đã tắt ở cả hai buồng khi cô bước vào. Các câu hỏi được đặt ra là tại sao tủ đông lại được bật, mặc dù nó được cho là đã được một nhà hàng cho thuê để sử dụng không gian trong khách sạn. Các camera an ninh phát hiện chuyển động cho thấy Jenkins loạng choạng, dường như đang say xỉn, qua các hành lang của khách sạn, cuối cùng đến nhà bếp, nơi cô vòng qua một góc về phía tủ đông. Bản thân cửa tủ đông đã nằm ngoài tầm nhìn của camera giám sát.
Vào ngày 6 tháng 10 năm 2017, Văn phòng Giám định Y khoa Quận Cook đã phán quyết cái chết của Jenkins là một tai nạn. Báo cáo khám nghiệm tử thi không tìm thấy chất ma tuý trong cơ thể Jenkins, nhưng nồng độ cồn trong máu của cô được tìm thấy là 0,112. Dấu vết của topiramate, một loại thuốc được sử dụng để điều trị chứng động kinh và đau nửa đầu, đã được tìm thấy trong cơ thể của cô, mặc dù Jenkins chưa bao giờ được kê đơn thuốc này. Topiramate uống cùng với rượu có thể tăng cường tác dụng của cả hai và đẩy nhanh quá trình hạ thân nhiệt, sự hiện diện của nó đã được xác nhận bởi các tổn thương được tìm thấy trong dạ dày của Jenkins. Chứng sưng não cũng được quan sát thấy, nhưng tình trạng này không liên quan đến nguyên nhân tử vong. Sở cảnh sát Rosemont đã đưa ra một tuyên bố cùng ngày, nói rằng mặc dù không có hành vi giết người nào bị nghi ngờ, nhưng cuộc điều tra của họ vẫn chưa được hoàn tất.
Câu chuyện về những người bạn của Jenkins vẫn không nhất quán về những gì đã xảy ra sau bữa tiệc. Sau khi cô mất tích, một người bạn đã nhắn tin cho một người khác về việc Jenkins say rượu và mất tích. Câu trả lời được gửi lại, "Hãy tìm Kenneka" và "Tôi không thể tin rằng các bạn đã để mất cô ấy." Họ nói với Martin rằng Jenkins đã đi xuống tầng lầu với một số người, nhưng họ để cô ấy một mình để đi và lấy điện thoại di động từ một trong các phòng khách sạn.

## Kiện tụng
Vào năm 2018, luật sư của gia đình, Geoffrey Fieger, đã đệ đơn kiện 50 triệu đô la chống lại khách sạn và những người khác. Ông trưng ra những bức ảnh chụp cửa tủ đông, cho thấy nó có nút khóa từ bên ngoài, và cho rằng ai đó có thể đã vô tình khóa cửa tủ đông. Điều này mâu thuẫn với camera an ninh, nơi không ghi lại cảnh nào khác kể từ ngày 30 tháng 8, cũng như không có cảnh nào sau cảnh quay của Jenkins. Bức ảnh dường như không phải là cửa tủ đông thực tế, cửa này đã đóng chặt nhưng dường như không có khóa. Một tay cầm hình tròn màu trắng ở bên trong, có thể cho phép một người tự thoát ra, dường như đang hoạt động tốt. Luật sư khẳng định rằng khách sạn có phương tiện để khóa khu vực nhà bếp, vì nó có một cặp cửa gỗ dán với ổ khóa.